# Rue Sainte-Catherine (Lille)
Pour les articles homonymes, voir Rue Sainte-Catherine.
La   rue Sainte-Catherine est une rue de Lille.

## Situation et accès
Située dans le quartier de Lille-Centre, la rue relie la place Jean-Louchart (anciennement « terrasse Sainte-Catherine ») à la rue du Lieutenant-Colpin (ancienne « rue d’Anjou ») en croisant la rue Léonard Danel (anciennement « rue des Fossés neufs ») et la rue Négrier (ancienne « rue Française »).

## Origine du nom
Cette voie est ainsi nommée parce qu’elle aboutit à l'église de ce nom. La partie entre l’église et la rue Léonard-Danel (anciennement rue des fossés-neufs)  s’est nommée « rue du Cimetière Sainte-Catherine » car elle longeait le cimetière paroissial qui jouxtait l’église

## Historique
L’amorce de la rue devant la première église Sainte-Catherine édifiée avant 1273 et reconstruite au XVe siècle  date probablement de la formation du faubourg de Weppes au XIIIe siècle. Ce faubourg englobé dans une extension de l’enceinte de la ville vers 1370 devient la cinquième paroisse intra-muros. Ce faubourg qui comprenait des jardins et des moulins appartenant aux chanoines lors de son incorporation dans la ville devient ensuite un quartier populaire jusqu’au cours du XXe siècle.
La rue qui se terminait en impasse devant l’enceinte de la ville à l’emplacement de la rue Léonard-Danel (ancienne rue des Fossés neufs) fut prolongée jusqu’à la rue du Lieutenant-Colpin lors de l’agrandissement de la ville de 1670. Une grande partie des maisons de style classique lillois datent de cette période de la fin du XVIIe siècle.
La rue comportait l’usine métallurgique Baudon-Porchez de 200 ouvriers en 1855 (d’où le nom de l’actuelle rue Baudon, petite impasse qui donne dans la rue), une autre usine et plusieurs courées dont il reste la Cour Cologne et la cour Notre-Dame.

## Bâtiments remarquables et lieux de mémoire
- église Sainte-Catherine [3]
- no 5 : maison de style néoclassique [4]

### La rue auXXIesiècle
La rue est une voie secondaire calme bordée de maisons anciennes  d’un ou deux étages de la fin du XVIIe siècle, du début du XVIIIe siècle de style classique lillois, la plupart restaurées, du XIXe siècle quelques-unes de style néo-classique du début de ce siècle, un petit nombre d’immeubles récents, notamment celui à l’emplacement de l’ancien passage puis square du Beau Bouquet. 

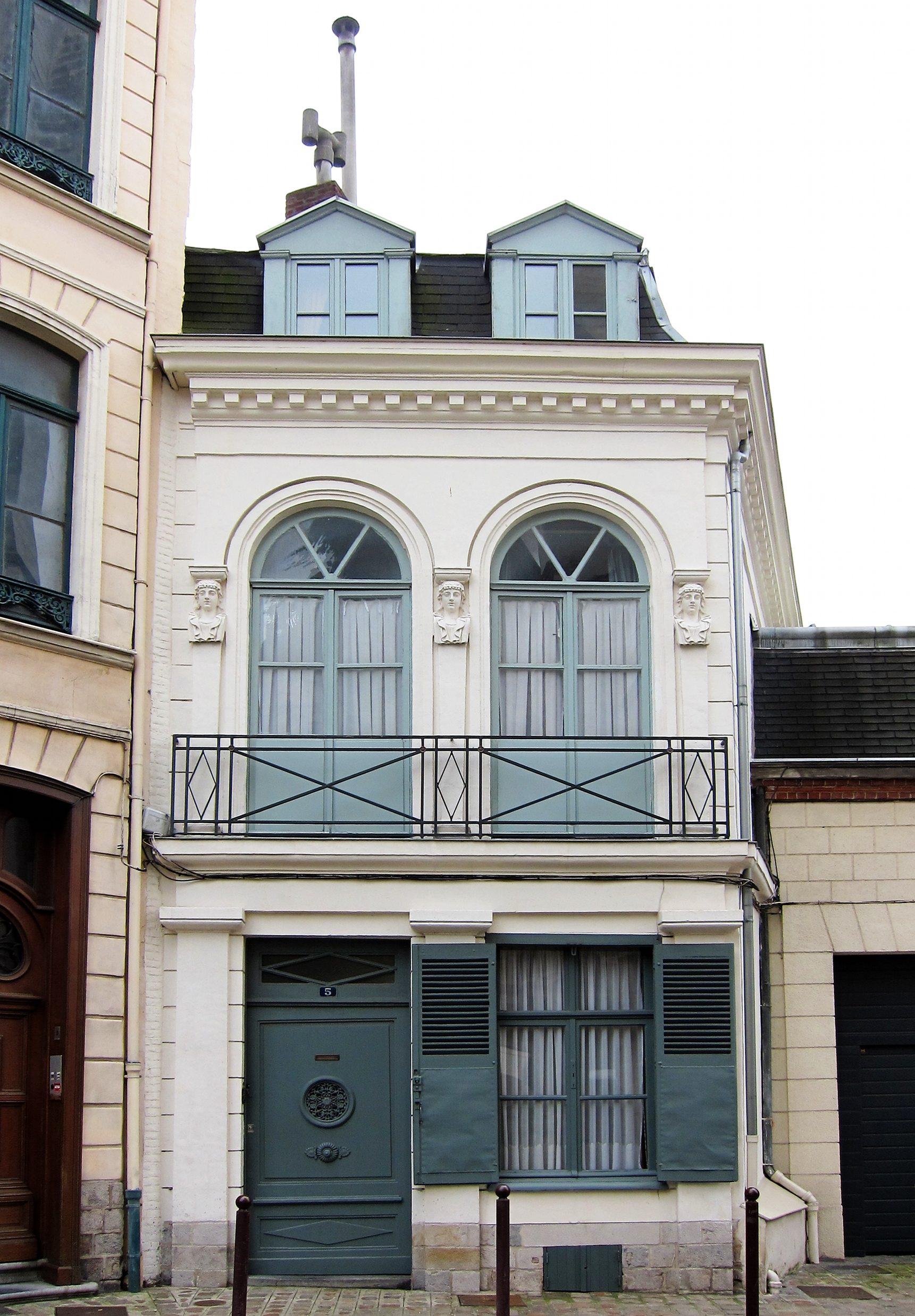
5 rue Ste-Catherine
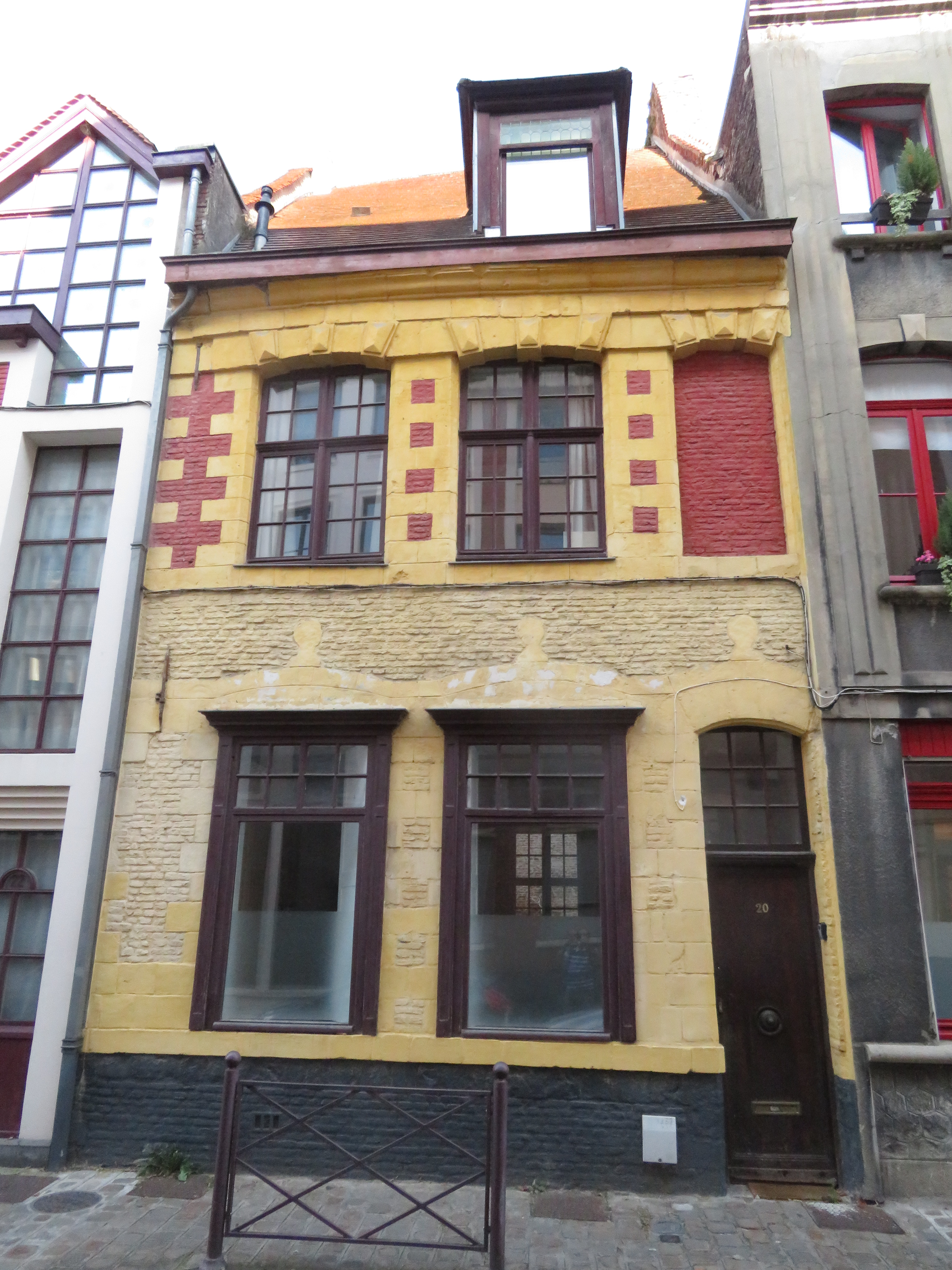
18 rue Sainte-Catherine
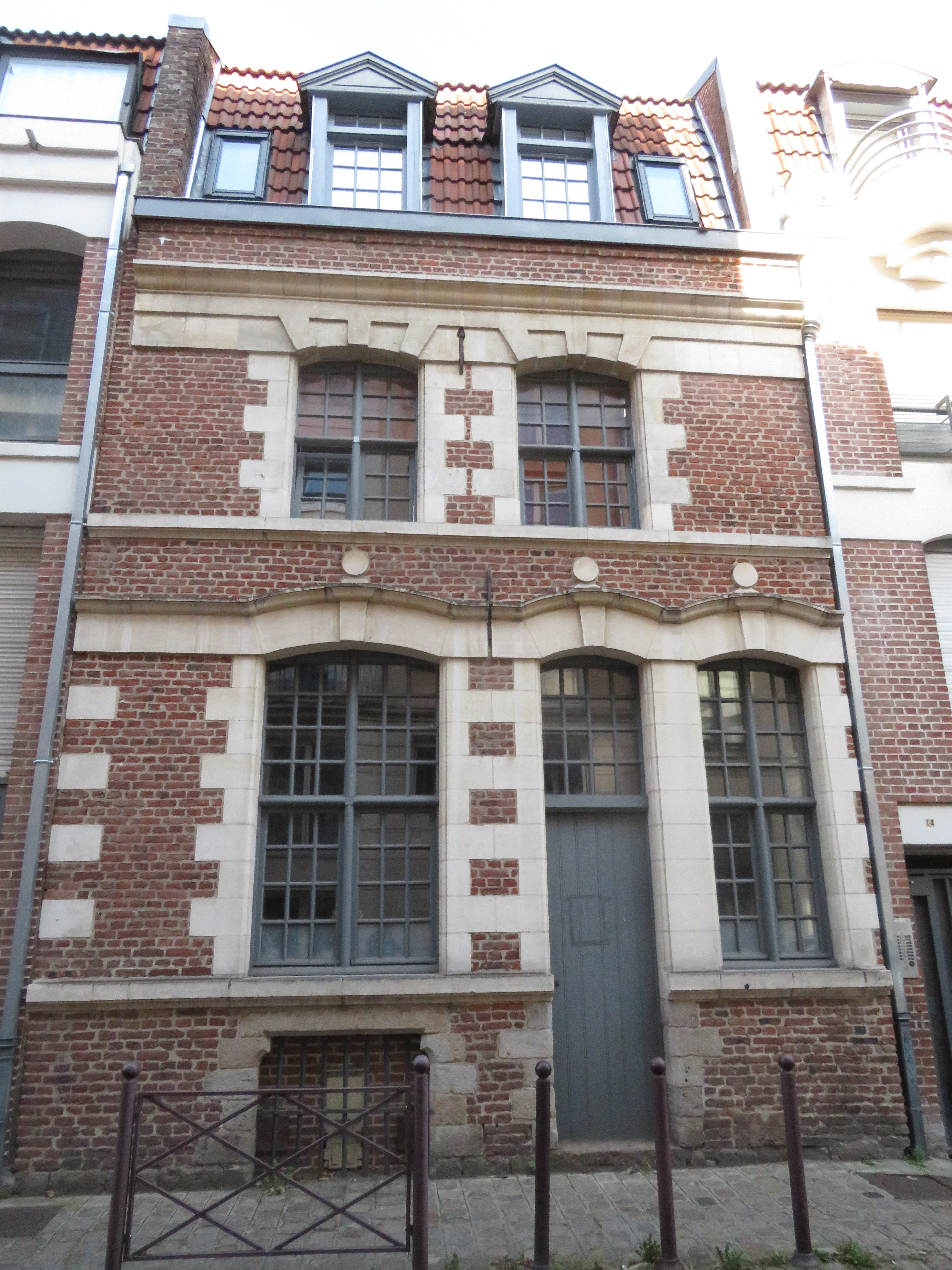
16 Rue Sainte-Catherine
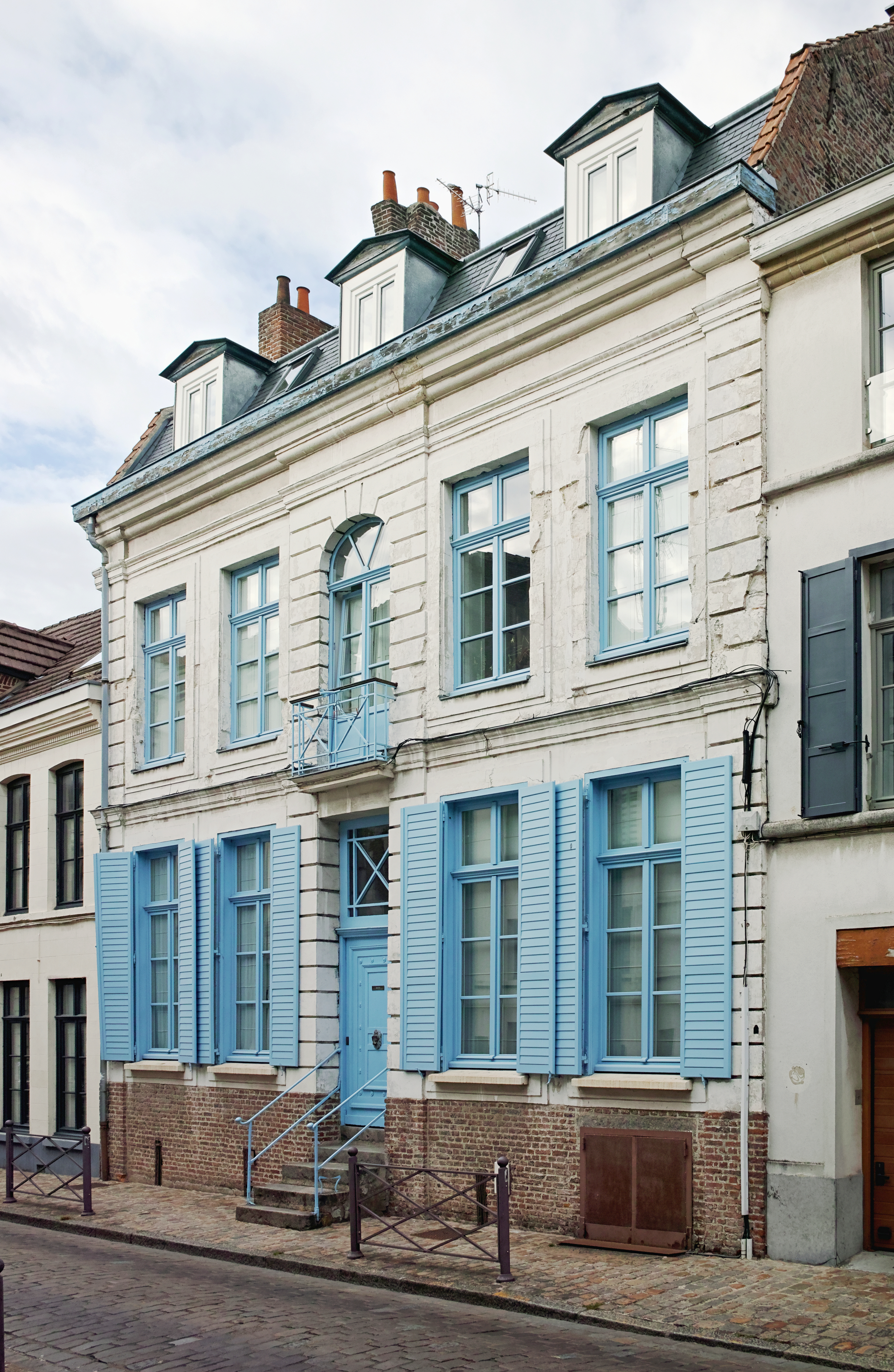
76 rue Sainte-Catherine